# Jean Pous
Pour les articles homonymes, voir Pous.
Jean Pous, né en 1875 à Sant Julià de Cerdanyola (Catalogne) et mort en 1973 au Boulou (Pyrénées-Orientales), est un sculpteur et dessinateur d'art brut d'origine espagnole.

## Biographie
D’origine paysanne, Jean Pous est le neuvième d’une famille de dix enfants. Souvent malade, il n'est scolarisé qu'à l'âge de dix ans à l'école de Riunoguès. Il obtient son certificat d’études deux ans plus tard puis entre en apprentissage dans une fabrique de bouchons. À l'âge de vingt ans, il fonde sa propre entreprise de fabrication de bouchons avec deux de ses frères au Boulou. Il se marie en 1910 avec Henriette Lafloue et a deux enfants, un fils, François, et une fille, Marguerite, qui décède à l'âge de huit ans. En 1956, il prend sa retraite et son fils lui succède. Trois ans plus tard, à quatre-vingt-sept ans, comme son fils qui sculpte depuis l'enfance, il s'essaie à son tour à graver des pierres, silex, granit ou ardoise, qu'il ramène de ses promenades. Ses pierres gravées représentent des personnages, des têtes d’animaux (chiens, éléphants, poissons, chèvres), des fleurs. En 1963, il est découvert par Claude Massé qui entreprend de collectionner les œuvres d'artistes en marge, qu'il appelle l'Art Autre. Quelques années plus tard, après avoir gravé quelque mille cinq cents pierres, Jean Pous se met à dessiner au crayon de couleur ou au stylo à bille et à peindre à l'aquarelle sur du papier ou du carton, peut-être inspiré cette fois par sa petite fille, Henriette, artiste peintre et épouse de Claude Viallat. Il réalise ainsi une série de mille cinq cents dessins.